# Külsheim
Külsheim (pronunciación en alemán: /ˈkʏlshaɪ̯m/ⓘ) es una localidad del distrito de Meno-Tauber en Baden-Wurtemberg, Alemania.

## Arreglo de la ciudad
La ciudad está formada por los siguientes distritos: Eiersheim, Hundheim, Külsheim, Steinbach, Steinfurt y Uissigheim.